# کلاوس کیند نیلسن
کلاوس کیند نیلسن (دانمارکی: Klaus Kynde Nielsen؛ زادهٔ ۱۳ آوریل ۱۹۶۶) دوچرخه‌سوار اهل دانمارک است.
وی در مسابقات کشوری و بین‌المللی در مجموع برندهٔ ۱ مدال برنز شده‌است.